# Tilakidium
Tilakidium — рід грибів родини Hypocreaceae. Назва вперше опублікована 1986 року.

## Класифікація
До роду Tilakidium відносять 1 вид:
- Tilakidium indicum